# National Silicon Industry Group
National Silicon Industry Group Company Limited (NSIG) — китайская компания полупроводниковой промышленности, крупнейший в стране производитель кремниевых полупроводниковых пластин. Штаб-квартира расположена в Шанхае.

## История
Компания National Silicon Industry Group основана в ноябре 2015 года благодаря инвестициям National IC Industry Investment Fund (ICF), Guosheng Group, Summit View Capital, SMIC и Jiading Capital, а также поддержке Китайской академии наук и властей Шанхая. В 2016 году National Silicon Industry Group поглотила производителей кремниевых пластин Zing Semiconductor (Шанхай) и Okmetic (Вантаа), а также приобрела 14,5 % акций компании Soitec (Бернен).
В 2019 году NSIG завершила поглощение компании Simgui Technology (Шанхай) — крупного производителя кремниевых материалов и пластин. В 2020 году NSIG вышла на Шанхайскую фондовую биржу. После ввода в 2022 году американских санкций против полупроводникового сектора Китая, продажи NSIG несколько возросли, но затем наступил спад. По состоянию на июнь 2023 года NSIG достигла ежемесячной производственной мощности в 370 тыс. пластин диаметром 300 мм.

## Деятельность
National Silicon Industry Group нарезает, шлифует и полирует кремниевые заготовки, производит кремниевые пластины диаметром 200 мм и 300 мм. Пластины NSIG используются в МЭМС-устройствах, фотоматрицах и других КМОП-датчиках изображения, радиочастотных и силовых чипах, чипах памяти. Дочерняя компания Zing Semiconductor Corporation выращивает кристаллы и производит эпитаксийные полупроводниковые пластины диаметром 300 мм на заводе в Шанхае. Дочерняя компания Simgui Technology производит пластины SOI и эпитаксийные пластины на заводе в Шанхае (район Цзядин). Дочерняя компания Xinsheng Semiconductor Technology производит пластины на заводах в Шанхае и Тайюане.
По итогам 2023 года основные продажи National Silicon Industry Group пришлись на пластины 200 мм и ниже (56,5 %) и пластины 300 мм (43,5 %). На Китай пришлось 59,6 % оборота компании, на зарубежные рынки — 40,4 %. Основными конкурентами NSIG на китайском рынке кремниевых пластин являются компании Shin-Etsu Chemical (Япония), SUMCO (Япония), GlobalWafers (Тайвань), Siltronic (Германия), SK Siltron (Южная Корея), Wafer Works (Тайвань) и Episil Technologies (Тайвань).

## Акционеры
Крупнейшими акционерами National Silicon Industry Group являются Sino IC Capital (23,49 %), Комитет по контролю и управлению государственным имуществом Шанхая (20,07 %), China Asset Management (4,77 %), China Southern Asset Management (4,67 %), Фонд Китайской академии наук (4,4 %), Shanghai Sinyang Semiconductor Materials (3,85 %), Champion Private Equity Investment (3,05 %), Lion Fund Management (2,33 %), Galaxy Asset Management (2,17 %) и E Fund Management (1,64 %).